# Український радянський енциклопедичний словник

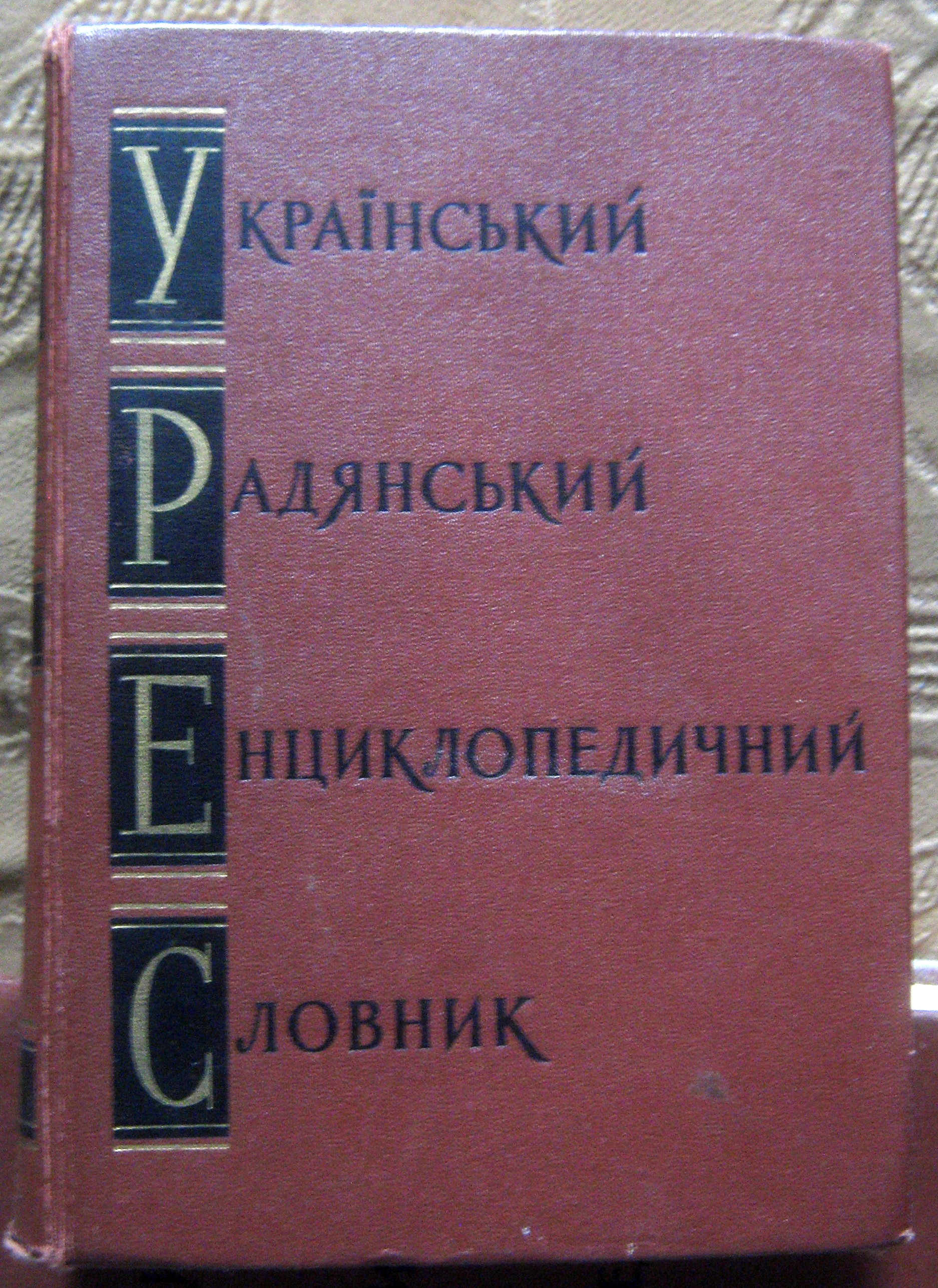
Обкладинка першого тому УРЕС першого видання

Украї́нський радя́нський енциклопеди́чний словни́к (УРЕС) — універсальний енциклопедичний словник українською і російською мовами, скорочена версія Української радянської енциклопедії в зменшеному форматі. Ідеологічно заангажована праця радянських часів, де в науково-популярній формі подано відомості з усіх галузей людських знань, а також про радянську Україну. Видання підготовлено Головною редакцією УРЕ в Києві. Побачило світ два видання (обидва в трьох томах): перше — 1966—1968, друге — 1986—1987.
Загалом у трьох томах подано 40 тис. статей. Біографічні статті мають суто довідковий характер, за виключенням статей про корифеїв та провідних діячів окремих галузей науки, культури, мистецтва, військовиків та політичних діячів. У кожному томі подано 1,5 тис. середтекстових монохромних ілюстрацій, карт і схем. На окремих вклейках 200 кольорових портретів, репродукцій картин, географічних та історичних карт, схем і колажів.
Також існує російськомовний переклад 2-го видання, що вийшов у тому ж видавництві.

## Перше видання

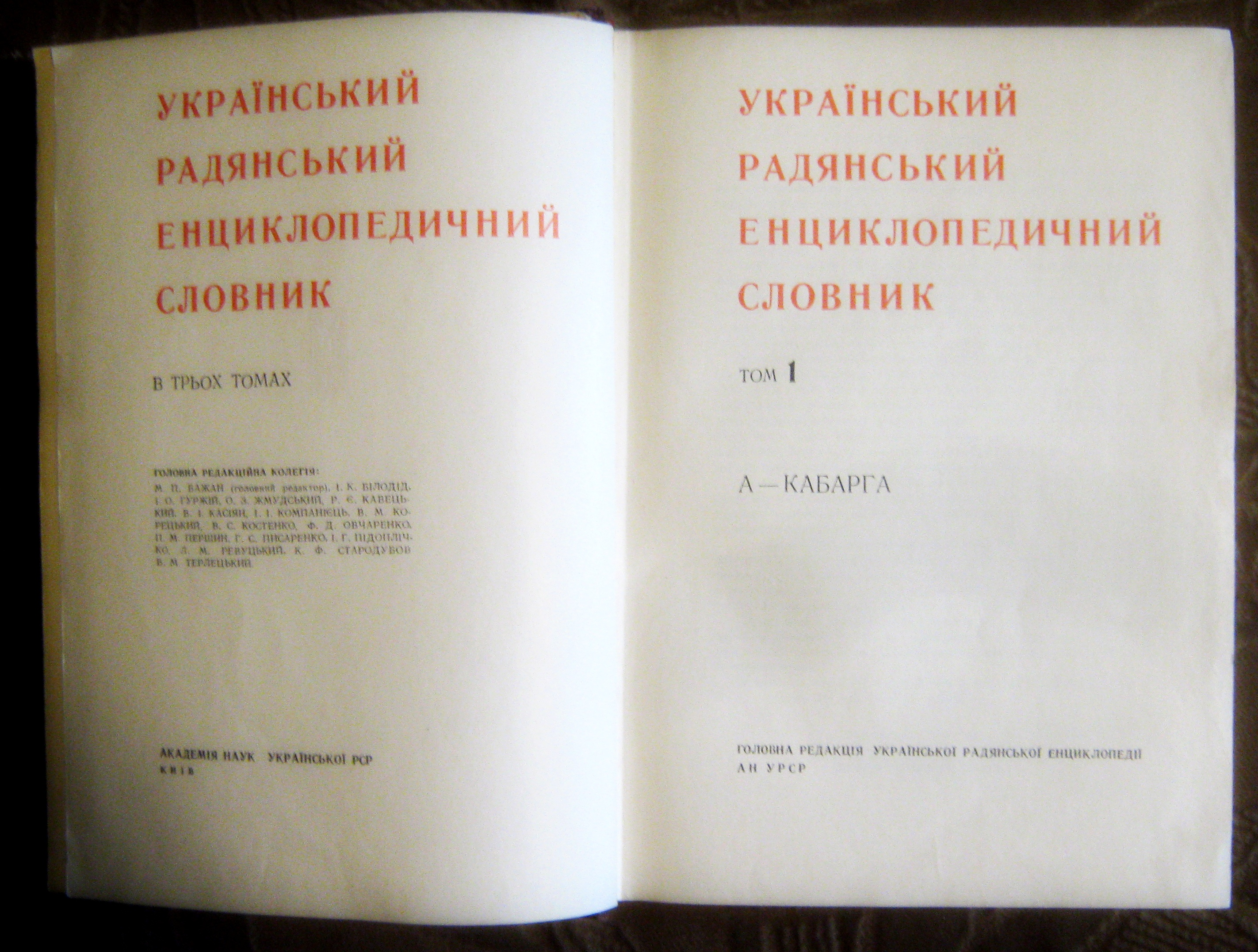

Перше видання енциклопедичного словника українською мовою побачило світ у 1966—1968 роках. Він був виданий накладом 75 тис. примірників. Загалом містив близько 40 тис. статей, в кожному томі понад 1,5 тис. середтекстових ілюстрацій та карт і близько 200 ілюстрацій на вклейках.
У Вікіпедії є шаблон {{УРЕС1}} для посилання на цю енциклопедію як на джерело інформації.
- Український радянський енциклопедичний словник : [у 3 т.] / гол. ред. М. П. Бажан. — 1-ше вид. — К. : Голов. ред. УРЕ АН УРСР, 1966. — Т. 1 : А — Кабарга. — 856 с.
- Український радянський енциклопедичний словник : [у 3 т.] / гол. ред. М. П. Бажан. — 1-ше вид. — К. : Голов. ред. УРЕ АН УРСР, 1967. — Т. 2 : Кабарда — Полюддя. — 856 с.
- Український радянський енциклопедичний словник : [у 3 т.] / гол. ред. М. П. Бажан. — 1-ше вид. — К. : Голов. ред. УРЕ АН УРСР, 1968. — Т. 3 : Плюс — Ь. — 856 с.

## Друге видання
Друге видання українською мовою вийшло впродовж 1986—1987 років накладом 60 тис. примірників. Загалом словник містив близько 40 тис. статей, в кожному томі, понад 3,7 тис. середтекстових ілюстрацій та карт і близько 700 кольорових ілюстрацій та карт на вклейках. Перевиданий російською мовою у 1988—1989 роках накладом 120 тис. примірників.
У Вікіпедії є шаблон {{УРЕС2}} для посилання на цю енциклопедію як на джерело інформації.
- Український радянський енциклопедичний словник : [у 3 т.] / гол. ред. Бабичев Ф. С. — 2-ге вид. — К. : Голов. ред. УРЕ АН УРСР, 1986. — Т. 1 : А — Калібр. — 752 с.
- Український радянський енциклопедичний словник : [у 3 т.] / гол. ред. Бабичев Ф. С. — 2-ге вид. — К. : Голов. ред. УРЕ АН УРСР, 1987. — Т. 2 : Каліграфія — Португальці. — 736 с.
- Український радянський енциклопедичний словник : [у 3 т.] / гол. ред. Бабичев Ф. С. — 2-ге вид. — К. : Голов. ред. УРЕ АН УРСР, 1987. — Т. 3 : Портулак — Ь. — 736 с.